# ببر خیزان، اژدهای پنهان: شمشیر سرنوشت
ببر خیزان، اژدهای پنهان: شمشیر سرنوشت (به چینی: 臥虎藏龍：青冥寶劍) یک فیلم ووشیا آمریکایی-چینی به نویسندگی جان فاسکو و کارگردانی یوئن وو-پینگ است، که بر اساس رمان شوالیهٔ آهنی، گلدان نقره‌ای به قلم دولو وانگ به رشته تحریر درآمده است. از بازیگران آن می‌توان به دانی ین، میشل یئو، هری شام جونیور، ناتاشا لیو بوردیزو و جیسون اسکات لی اشاره کرد. این فیلم دنباله‌ای بر فیلم ببر خیزان، اژدهای پنهان در سال ۲۰۰۰ به‌شمار می‌رود. شمشیر سرنوشت در ۱۸ فوریه ۲۰۱۶ در هنگ کنگ، ۱۹ فوریه در چین و ۲۶ فوریه ۲۰۱۶ در ایالات متحده به نمایش درآمد.

## داستان
شمشیر «چینگ‌مینگ» همان شمشیری بود که قهرمان بزرگ، «لی مو بای»، در دوران زندگی‌اش با خود حمل می‌کرد. بیست سال پیش، لی مو بای آن را به «تیه بئیله» سپرد. شمشیر چینگ‌مینگ نماد جوانمردی لی مو بای و تیه بئیله بود و به پرچمی بدل شد که فرمانروایی بر جهان را نمایندگی می‌کرد.
«دای یان‌وانگ»، شاگرد رانده‌شدهٔ فرقه وودانگ، شبانه به عمارت «تیه شیاوبئیله» حمله کرد تا شمشیر باستانی چینگ‌مینگ را به چنگ آورد. «لو شیاوهو» که فریب خورده بود، در این شرارت با او همدستی کرد. پس از آن‌که «یو جیاولونگ» پسری به دنیا آورد به نام «تیه پینگ»، او را با دخترش «شوئه پینگ» عوض کردند. دخترخواندهٔ یو جیاولونگ، یعنی شوئه پینگ، پنهانی به او کمک کرد تا تیه پینگ را به‌عنوان پدر و پسرش بازشناسد. نزاعی بزرگ در جهان درگرفت و همگان دای یان‌وانگ را دستگیر کردند.
اکنون که تیه بئیله از دنیا رفته، جهان بی‌رهبر مانده است و دیو پلید، دای یان‌وانگ، در اندیشهٔ شورش است. «یو شیولیئن» همراه با دوست قدیمی‌اش، «مِنگ سیژائو»، دوباره به میدان بازمی‌گردد. عشق، نفرت و دشمنی نسل‌های گذشته و امروزِ شمشیرزنان، در طوفان خونینِ نبرد بر سر این شمشیر در هم می‌آمیزد.